# Ogataea methylivora
Ogataea methylivora är en svampart som först beskrevs av Kumam. & Seriu, och fick sitt nu gällande namn av Kurtzman & Robnett 20 10. Ogataea methylivora ingår i släktet Ogataea och familjen Pichiaceae.   Inga underarter finns listade i Catalogue of Life.